# 陳賞 (正德進士)
陳賞（1481年—？），原名陳天賞，字邦□，號青峰，浙江紹興府諸暨縣人，民籍，明朝政治人物。

## 生平
弘治十七年，浙江鄉試第三十七名。正德十六年（1521年）辛巳科進士第二甲第七十名進士。官兵部武库司主事。嘉靖時，避讳去“天”，改名赏。嘉靖三年（1524年），大議禮期間，與杨慎因左順門事件同時受杖。谪官滁州（今安徽滁县以西），有政績。擢知州，不久升真定府同知。不久辞归，卒於家。

## 家族
曾祖陳齊；祖父陳翰英，曾任南雄府同知；父陳元魁，曾任知縣。母駱氏。具庆下。兄陈裳（典膳）、弟陈堂。